# Ypsolopha persicella
Ypsolopha persicella là một loài bướm đêm thuộc họ Ypsolophidae. Nó được tìm thấy ở miền nam-miền đông và Trung Âu, the Krym, Kavkaz và Tiểu Á.
Sải cánh dài 19–21 mm.

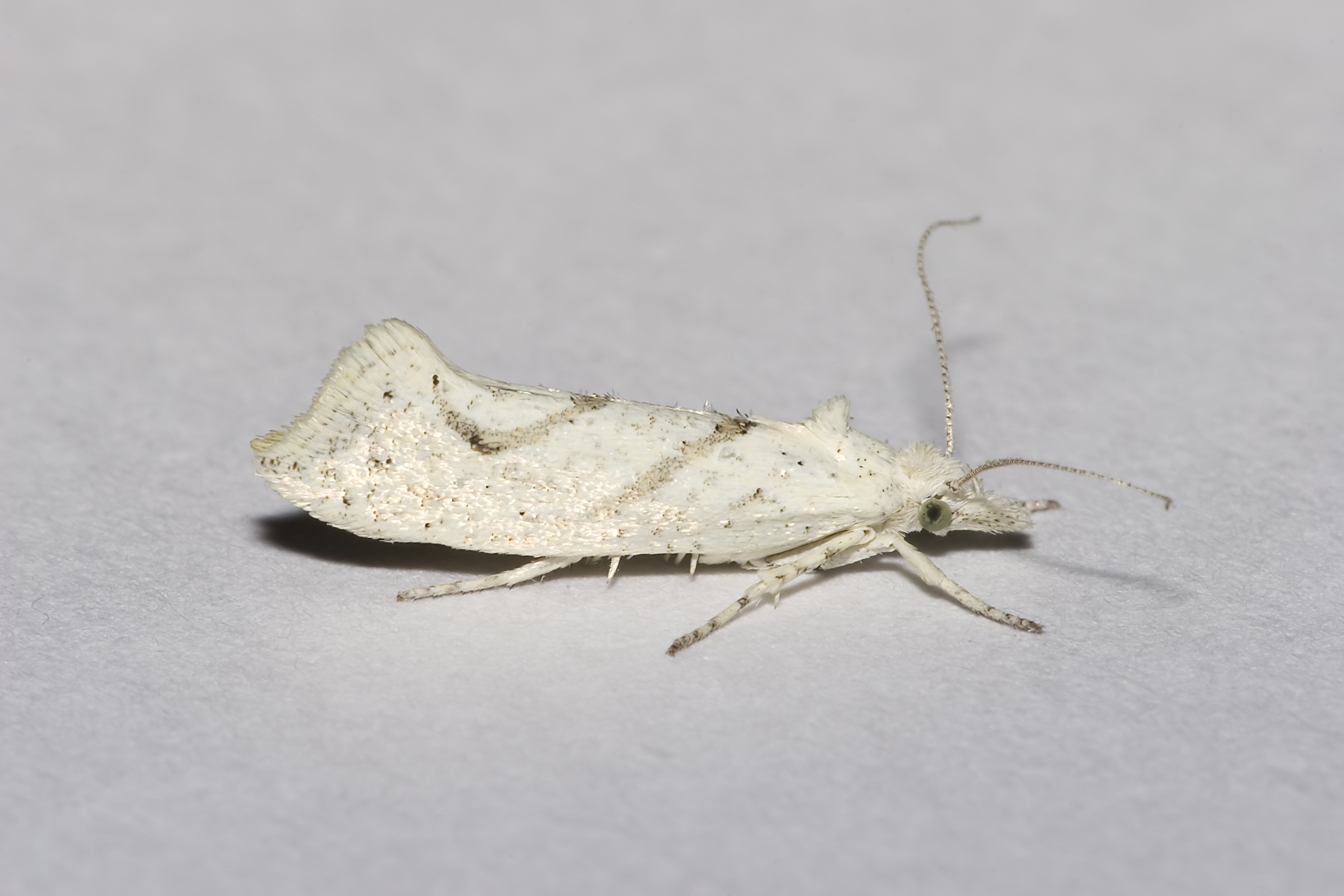

Ấu trùng ăn các loài Rosaceae, bao gồm Almond, Apricot và Peach.